# العقد الثمين في تبيين أحكام الأئمة الهادين (كتاب)
العقد الثمين في تبيين أحكام الأئمة الهادين تأليف عبد الله بن حمزة (ت614هـ/1219م)، هو كتاب يناقش قضية الإمامة باتجاه (زيدي – اثني عشري)، وقد جاء هذا الكتاب جامعاً لآثار الزيدية السابقة في الردود على المخالفين في الإمامة، وهو نوع من الحوار العلمي الدقيق بين مذهبي الزيدية والاثني عشرية في مسألة الإمامة.

## ما اشتمل الكتاب عليه
- أهمية الإمامة ومكانتها في علم أصول الدين.
- - اختلاف الناس في الإمامة.
- - وجوه الخلاف بين الشيعة في علي بن ابي طالب.
- - عقيدة الإمامية في علي بن ابي طالب .
- - الحكم في المتقدمين على علي بن ابي طالب عند الزيدية والإمامية.
- - القول في إمامة ولد علي بن ابي طالب بين الإمامية والزيدية.
- - فرق الإمامية العشر وفرق القطعية.
- - العجائب في الغائب.
- - أصول الإمامية في الإمامة والغيبة.
- - العصمة، التقية، الرجعة، الغيب، البداء، المهدي، حفظ القرآن.

## أهمية الكتاب
تأتي أهمية الكتاب من أهمية الموضوع وهو الإمامة والتي تعد من مسائل الأصول، وأكثر المسائل خلافا بين المسلمين، وقد ظهر الخلاف بين فرق الشيعة في إمامة علي بن أبي طالب وإمامة من بعده، وجاء هذا الكتاب مبيناً للآراء المختلفة ، ويقول المؤلف: 《"ولأن مقصودنا في هذا الكتاب إنما هو الكلام مع الشيعة في خلافها في الإمامة؛ لأنها ادعت التميز على العامة لموالاة آل الرسول، واعتقاد الإمامة لهم دون غيرهم، وأن الحق فيهم لا يفارقهم، ولا بد إذا أردنا الكلام معهم من تبيين أقوالهم ورجالهم ؛ لأنه لا يحسن منا أن ننقض ما لا نعلم، ولا نرد على من لا نعرف، وقد جرى الخلاف بيننا وبين من يدعي التشيع في علي، وفي أولاده صلوات الله عليهم إلى يومنا هذا، فإنما نذكره على مراتبه وننهيه إلى غايته، فإذا أتينا على آخره ذكرنا ما تعلقت به كل فرقةٍ، وتكلمنا عليها ونقضنا مقالها ببرهان موصلٍ إلى العلم إن شاء الله (لِيَهْلِكَ مَنْ هَلَكَ عَنْ بَيِّنَةٍ وَيَحْيَا مَنْ حَيَّ عَنْ بَيِّنَةٍ وَإِنَّ اللَّهَ لَسَمِيعٌ عَلِيمٌ)[الأنفال:42]"》.

## طباعة الكتاب
طبع العقد الثمين في تبيين أحكام الأئمة الهادين: من قبل مؤسسة الإمام زيد بن علي، بتحقيق الأستاذ عبد السلام الوجيه